# 最強 高田延彦
『最強 高田延彦』（さいきょう たかだのぶひこ）は、1995年にハドソンから発売された日本のスーパーファミコン用ゲームソフト。
UWFインターナショナル協力の元に作成され、高田延彦が実名で登場している。「UWFのテーマ」が様々な場面で流れる仕様である。
サイドビューの視点でゲームが展開されるがジャンプはなく、背後に回り込むには一度相手の間合いに入り込まなくてはならず、実際の格闘技にも似た緊迫感のある戦いを行うことができる。
発売前には高田が国政選挙に落選した上に他流試合で敗戦を喫しており、最強のイメージからは遠い中での発売となった。

## 登場するプロレスラー
プロフィールは取扱説明書より引用。ゲーム中では姓のみローマ字で表記（タイガーネオのみ、ハイフンなしの「TIGERNEO」）。
NOBUHIKO TAKADA（高田 延彦）
1962年4月12日生まれ、神奈川県横浜市出身。183cm、95kg。
プロレスリング世界ヘビー級チャンピオン。得意技はキックとサブミッション。
BIG-NOVA GEIGER（ビッグ ノバ ギーガー）
1956年11月18日生まれ、アメリカ出身。191cm、151kg。
VCV世界ヘビー級チャンピオン。得意技はギーガーアタック。
GARY BRIANT（ゲーリー ブライアント）
1963年5月19日生まれ、アメリカ出身。193cm、152kg。
フリーの元アマレスチャンピオン。得意技はスープレックス。
AKITOSHI HISHIDA（菱田 明俊）
1959年1月23日生まれ、日本出身。190cm、114kg。
独立団体「ダンクス」のエース。得意技はサブミッション。
MASASHI SAEKI（冴木 誠志）
1969年3月12日生まれ、日本出身。181cm、100kg。
新団体「アンクレス」のエース。得意技は掌底。
AKITERU TAKAYAGI（鷹柳 晃輝）
1964年9月6日生まれ、日本出身。184cm、95kg。
「鷹柳流極戦実践空手」館長。得意技はかかと落とし。
MURDER WOLF（マーダー ウルフ）
1961年4月15日生まれ、ロシア出身。189cm、105kg。
「カーネルサンボ」師範。得意技はサブミッション。
MORRIS PISON（モーリス パイソン）
1970年12月14日生まれ、アメリカ出身。190cm、95kg。
CWWS世界統一チャンピオン。得意技はストレート。
HIROAKI FUJIKAWA（藤川 博明）
1949年4月26日生まれ、日本出身。185cm、101kg。
「藤川道場」のトップ。得意技はサブミッション。
TIGER-NEO（タイガー ネオ）
プロフィール不明とされる。得意技は延髄斬り。